# アクアミー
アクアミー（AQUA-ME）は、ライオンがかつて発売していたヘアケア製品のブランド名である。

## 概要
1980年5月に発売（当時表記は「エメロン・アクアミー シャンプー／リンス」）。「エメロン」ブランドの後継的商品だった。
髪の水分バランスに着目したヘアケアブランドで、TVCMのキャッチコピーは「髪の水分を整える」。発売前のTVCMでは、最後に発売日「5/23」が左下に表示されていた。
それ以前のライオン「エメロン」ブランドは、「エメロン・ミンキー シャンプー／リンス」が発売されていた。

## 発売された製品
- クリア（のちにサラッと）タイプ（シャンプー／リンス）
- クリーミィ（のちにしっとり）タイプ（シャンプー／リンス）
- コンディショニングタイプ（シャンプー／リンス）
- トリートメント
- スタイリングフォーム
- ブロータイプ

## CM出演者
- ジョディー・マッケンジー（1980年）
- 石坂浩二（1981年～1982年）
- 井上順（1983年～1985年）
- 河合奈保子（1985年～1989年）
- 菊池桃子（1990年）
- 森川由加里（1990年）

## CM内容
アクアチェック
1981年から数年に渡りOA。石坂浩二が街頭の女性の髪の水分量を計測し、アクアミーを薦めるという内容。